# St-Vaast-en-Cambrésis Communal Cemetery Extension
Le cimetière « St-Vaast-en-Cambrésis Communal Cemetery Extension » est un cimetière militaire  de la Première Guerre mondiale situé sur le territoire de la commune de Saint-Vaast-en-Cambrésis, Nord. 

## Localisation
Ce cimetière est situé à l'intérieur du cimetière communal, à l'ouest du bourg, rue Jean Jaurès.

## Historique
Le village de Saint-Vaast fut occupé par les troupes allemandes fin août 1914 après la défaite des alliés lors de la Bataille du Cateau. Le village  a été repris par les troupes britanniques en octobre 1918 après de violents combats. Ce cimetière a été créé en octobre et novembre 1918 pour inhumer les victimes britanniques de ces combats .

## Caractéristique
L'extension contient 45 sépultures et commémorations de la Première Guerre mondiale dont une n'a pas été identifiée .

### Galerie

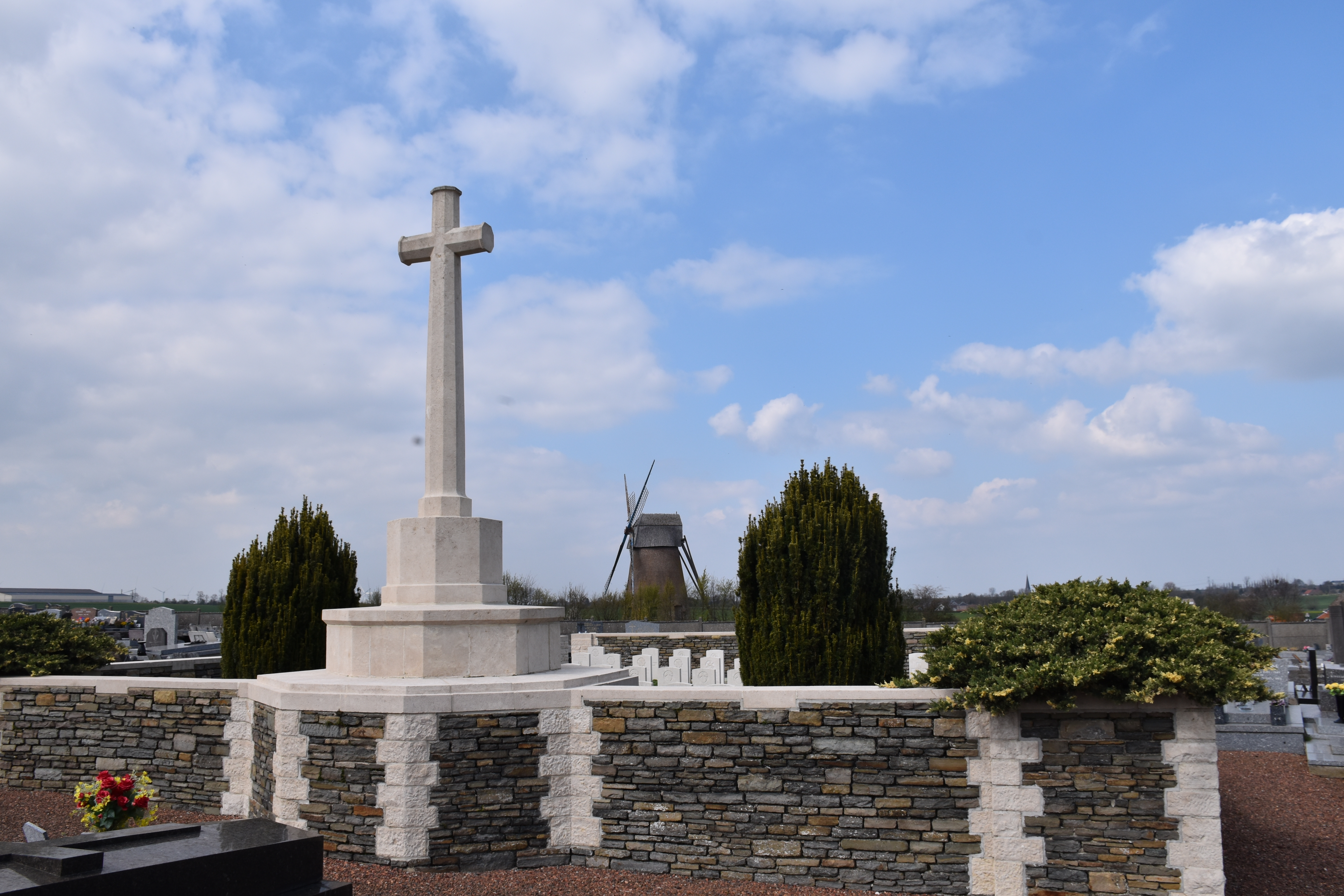
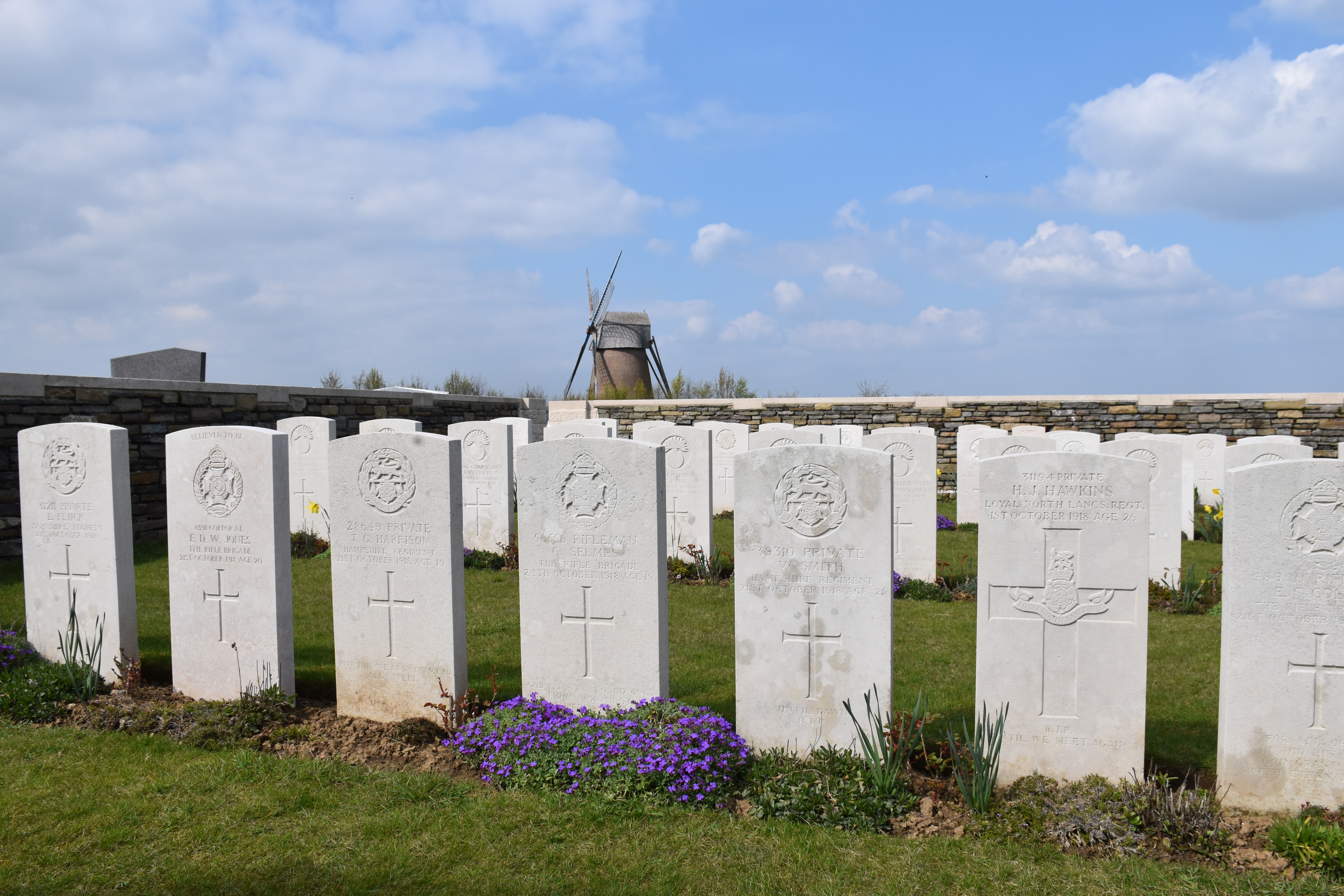
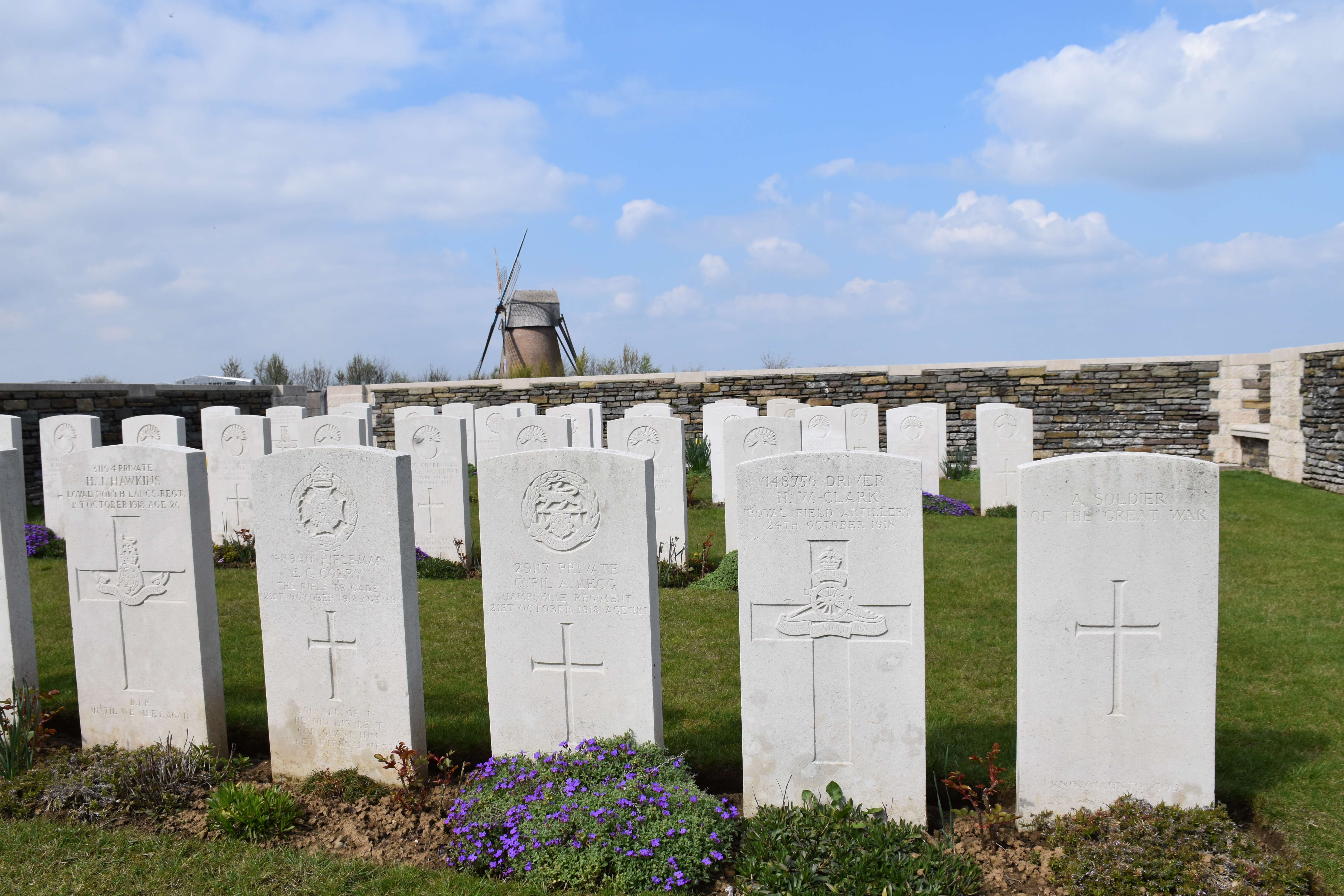
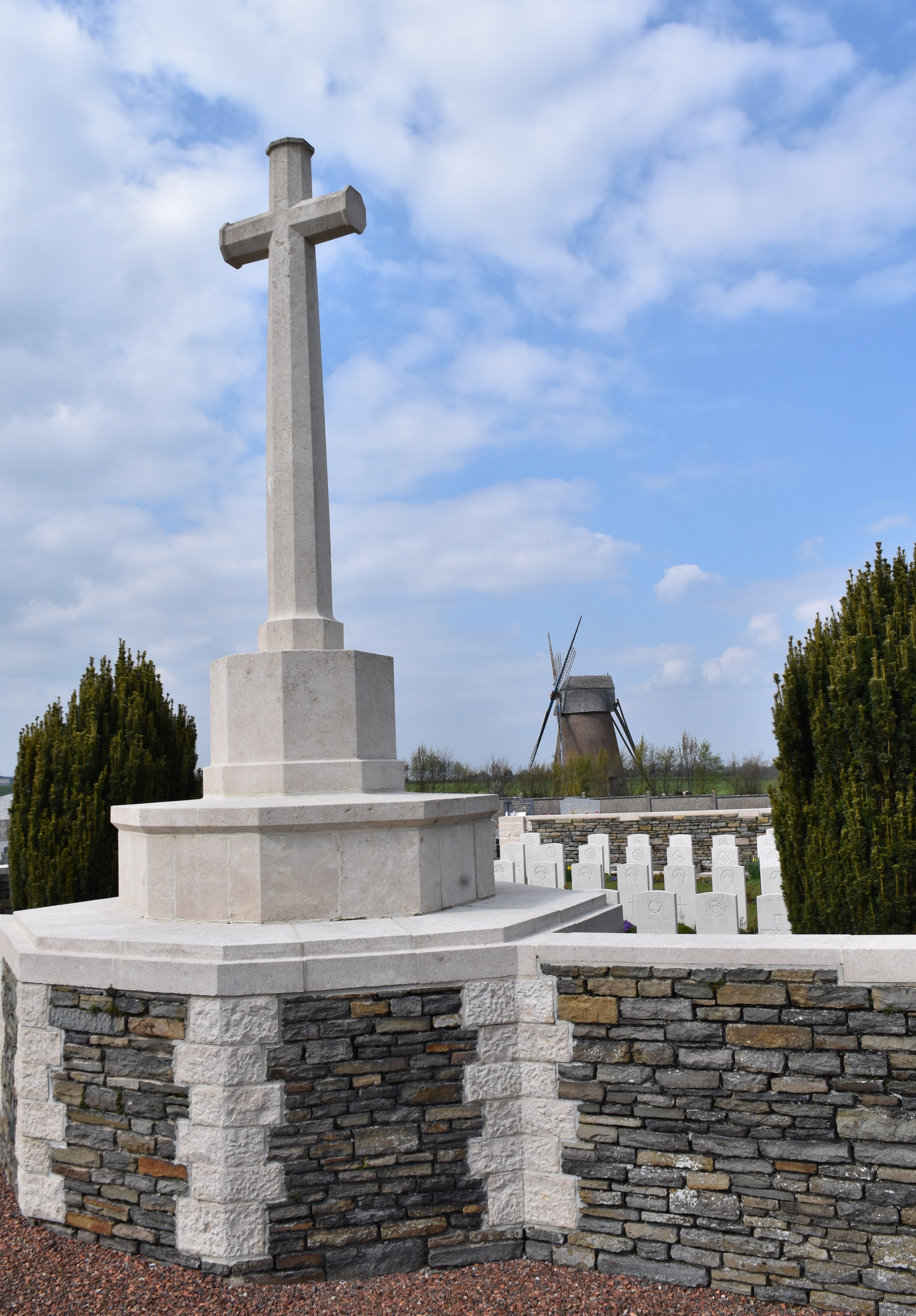
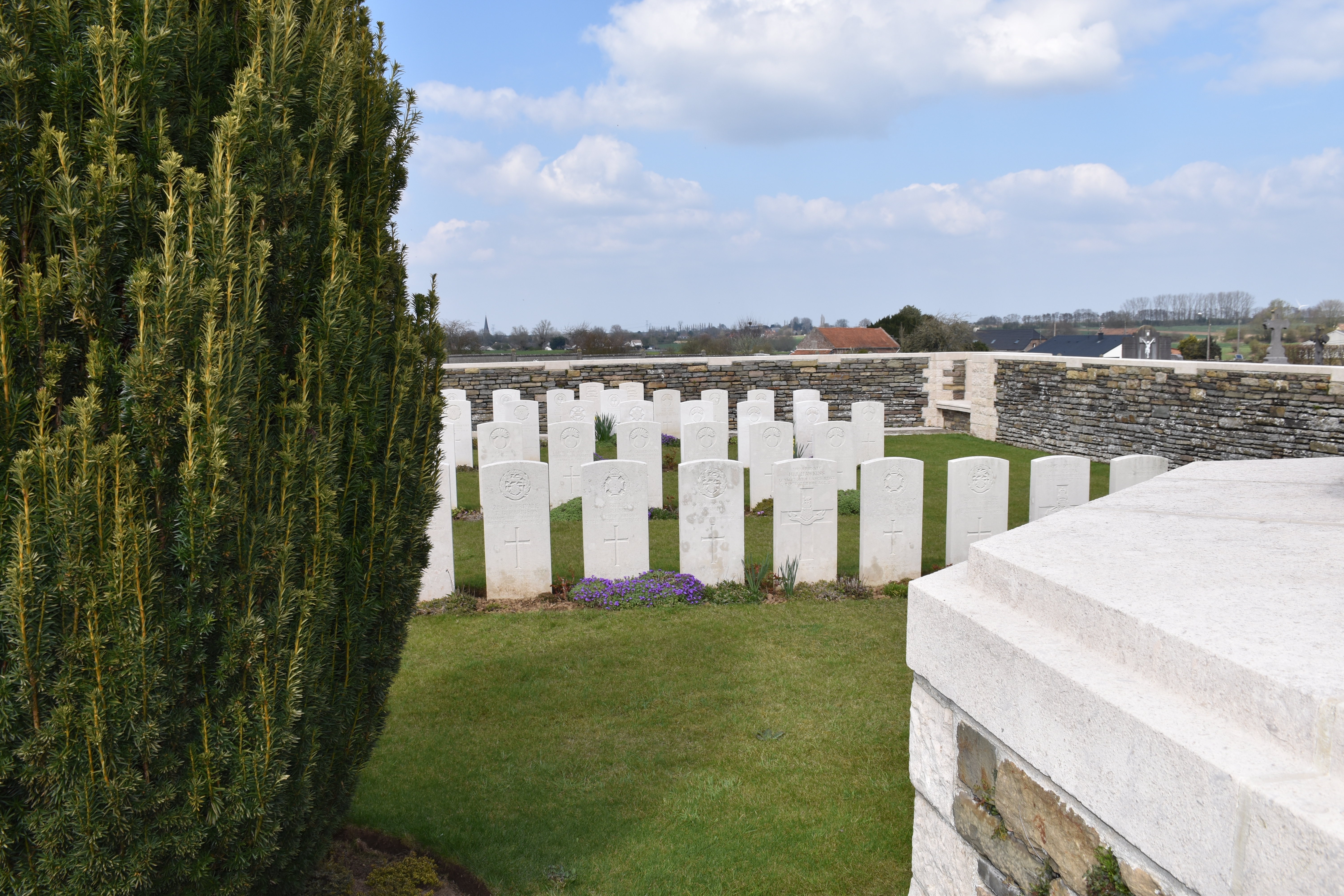
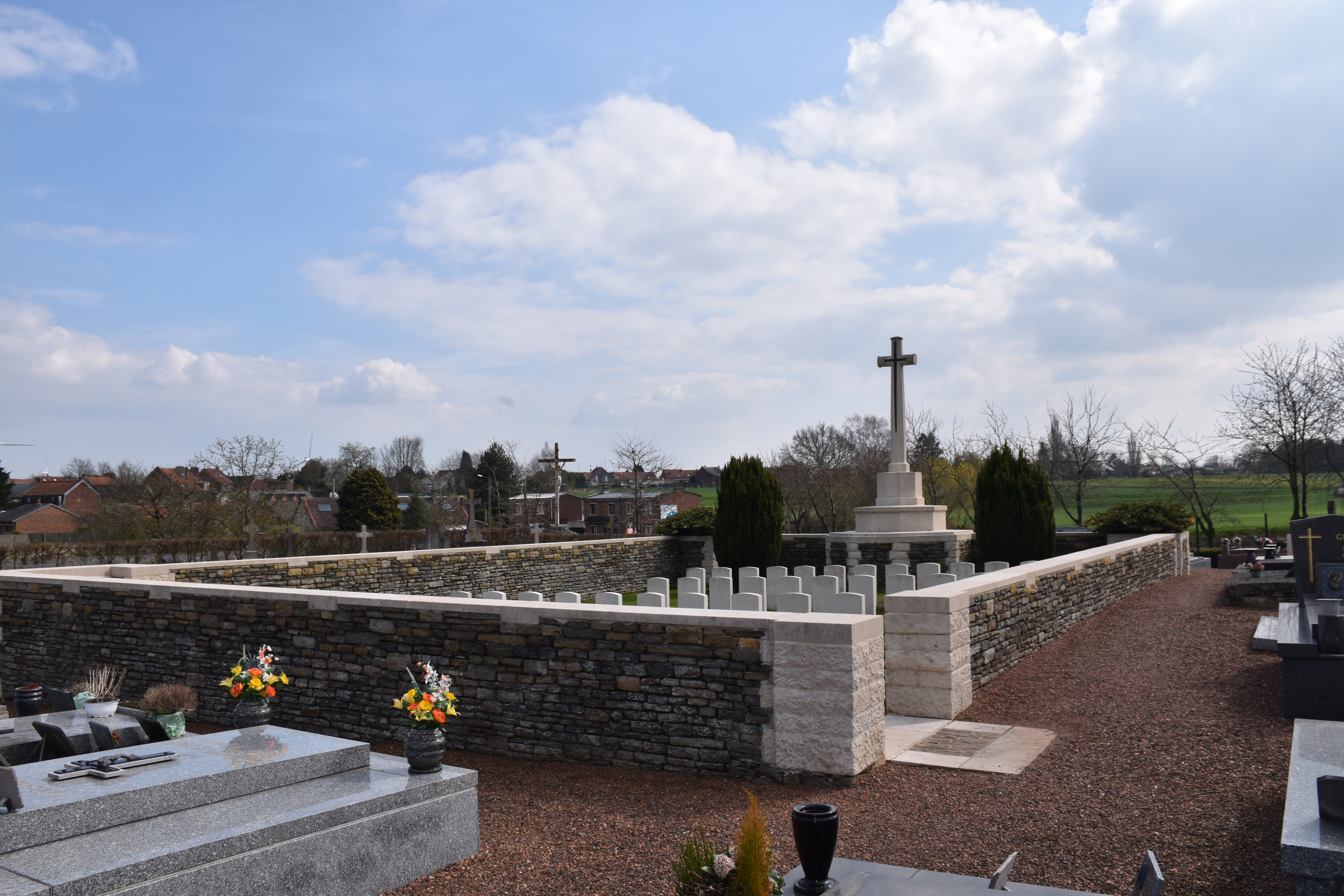

## Sépultures
| Pays        | Sépultures |
| ----------- | ---------- |
| Royaume-Uni | 45         |

### Liens Externes
http://www.inmemories.com/Cemeteries/saintvaastcomext.htm